# لوئیز-آندره-گابریل بوش

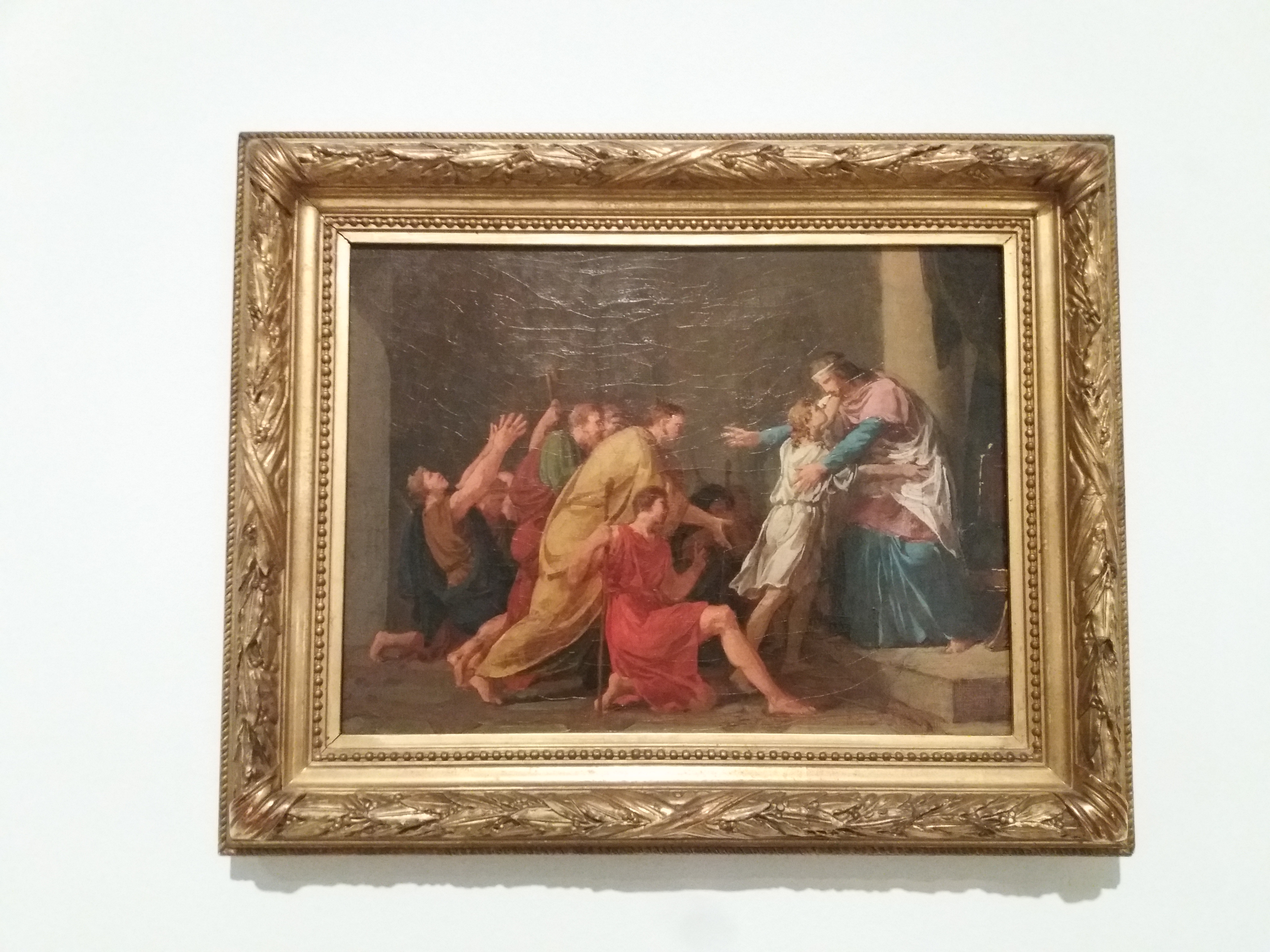
تصویری از یکی از نقاشی‌های لوئیز-آندره-گابریل بوش

لوئیز-آندره-گابریل بوش (انگلیسی: Louis-André-Gabriel Bouchet; ۱ ژانویهٔ ۱۷۵۹ – ۷ ژوئیهٔ ۱۸۴۲) نقاش اهل فرانسه بود.
وی همچنین برندهٔ جوایزی همچون جایزه بزرگ رم شده‌است.